# Volley Club de Marcq-en-Barœul
Actualités
Le Volley Club de Marcq-en-Barœul Lille Métropole, ou VCMB, est un club de volley-ball féminin français fondé en 1962 et situé à Marcq-en-Barœul.
Le club est né sous l'impulsion et la volonté d'Adèle et Casimir Mochnacki et prend directement l'appellation Volley Club de Marcq-en-Barœul. Il est alors un club amateur, sans même d'équipe sénior féminine. Celle-ci naît en 1967, soit 5 ans après la création du club.
Dans la deuxième moitié des années 80, en 1988, l'équipe - phare du club - sénior féminine accède pour la première fois de son histoire au niveau national. En 2000, le VMBC est sacré champion de France (Nationale 1) et atteint la Pro A. Mais ne pouvant plus faire face à ses dettes - inhérentes à ce passage en professionnel - le dépôt de bilan est constaté et le club risque de disparaître, après deux années au plus haut niveau.
Retrouvant la Nationale 2 en 2002, un règlement judiciaire est mis en place par Jean-René Lecerf, nouveau président du club et ancien maire de la ville. Après une montée Nationale 1 en 2009, il est sacré champion lors de la saison 2017-2018 et atteint ainsi la Ligue A, où il se maintient depuis.
Le club est présidé par Vincent Joly depuis 2013. Les Louves sont entraînées depuis septembre 2016 par Thibaut Gosselin.

## Repères historiques

### Débuts amateurs (1962-2000)

#### Club de niveau régional (1962-1988)
Au début de son existence, entre 1962 et 1967, le club n’a pas d’équipe sénior féminine. Son école de volley ouvre en 1970.

#### Club de niveau national (1988-2000)
C’est seulement en 1988 que celle-ci évolue à un niveau national. Gravissant les échelons durant une période de douze ans, l’équipe décroche un premier titre de champion de France de Nationale 1 au terme de la saison 1999-2000.

### Passage au plus haut niveau (2000-2002)

#### L’ère Nicolas Dufaye (-2003)
En 2000, pour la première fois de son histoire, le club commence la saison au plus haut niveau, la Pro A. Ce qui lui permet de découvrir le milieu professionnel. Mais celui-ci le met en difficulté financière. Après deux saisons, un dépôt de bilan est constaté et le club risque la disparition.

### Retour en amateur (2002-2018)

#### Menacé de disparition et rétrogradation (2002-2003)
Jean–René Lecerf, ancien maire de Marcq-en-Baroeul, prend la présidence du club à la suite du dépôt de bilan et met en œuvre un règlement judiciaire qui permet de garder le club en vie.  Le 15 mai, les dettes du club sont remboursées. Cependant, l’équipe est rétrogradée administrativement en Nationale 2. L’année suivante, le club produit de mauvais résultats sportifs et descend en Nationale 3.

#### L'ère Irina Gorbatiuk (2003-2006)

##### Passage en Nationale 3 (2003-2004)
L’arrivée de l'Ukrainienne Irina Gorbatiuka permet au club de réaliser de bonnes performances sportives. Joueuse-entraîneuse, elle amène son équipe en tête du championnat, dès sa première saison à ce double poste.

##### Court retour en Nationale 2 (2004-2005)
Dans la continuité des bons résultats de l'année précédente, le club ne passe qu’une seule saison en Nationale 2, l’équipe se qualifiant pour le niveau supérieur.

##### Nationale 1 (2005-2006)
Pour la troisième saison de la joueuse-entraîneuse ukrainienne Irina Gorbatiuka, les performances sportives ne sont plus aussi bonnes. Le club termine la saison en étant relégable.

#### Retour de Nicolas Dufaye en tant qu’entraîneur (2006-2009)

##### Nouveau passage en Nationale 2 (2006-2009)
L’année 2006 marque le retour de Nicolas Dufaye en tant qu’entraîneur au VCMB, trois ans après son précédent passage. Trois ans après, l’équipe se qualifie pour la Nationale 1 avant même la fin de saison. Après avoir terminé premières de leur poule, les joueuses sont sacrées championne de Nationale 2.

#### L’ère Anne Tembremande (2009-2014)

##### Excellence/Nationale 1/Élite (2009-2018)
Anne Tembremande succède à Nicolas Dufaye (devenu manager général) pour le retour du VCMB en dans l’antichambre du championnat professionnel, trois 3 après l’avoir quitté. Le groupe, jeune, est renforcé par trois nouvelles recrues dont deux ex-joueuses professionnelles : l'attaquante américaine Linzy Kearney (Villebon) et la centrale roumaine Maria-Anabela Gagionea (Terville-Florange), ainsi que la réceptionneuse attaquante Hélène Wierre qui évoluait à Calais.
Malgré des performances vraiment satisfaisantes par moments, d’autres, plus mauvaises, laissent le club osciller entre les espoirs de qualification aux play-offs et de maintien, d’une année à une autre.

#### L’ère Radoslav Arsov (2009-2014)
Un an après la nomination de Vincent Joly en tant que président, en juin 2013, arrive l’entraîneur franco-bulgare Radoslav Arsov, dans une démarche de professionnalisation. L'ancien tacticien d'Amiens, du Levski Sofia, mais aussi d’Albi et Toulon, a pour objectif d'amener le VCMB au niveau professionnel d’ici deux ans. À la fin de la saison, le club se maintient après jouer les play-down. Les deux hommes fixent à nouveau l’objectif de la montée à deux ans,.
Durant l’été 2015, quatre joueuses quittent le club et six recrues arrivent au sein de club marcquois. Malgré un mercato qualifié de « 3 étoiles » et une deuxième place au classement en décembre, le club ne parvient pas à faire face à Mougins, en play-offs.

#### L’ère Thibaut Gosselin (2016-)
Pour la saison 2016-2017, un nouvel entraîneur est nommé en la personne de Thibaut Gosselin. En terminant quatrième de saison régulière - normalement qualificative pour les play-offs - avec un total de 27 points, le VCMB doit pourtant jouer les play-down. Au profit de l’Institut Fédéral, en raison de la décision de la fédération française de volley de l’inclure dans les play-off peu importe le nombre de points. Elles finissent par les remportées.
Quatre nouvelles recrues renforcent l’équipe l’année suivante durant l’été. Les très bonnes performances durant toute saison permettent de décrocher un finale de coupe de France fédérale (perdue face à Mougins) mais surtout le titre de championne d'Élite,.

### Nouvelle ère professionnelle (2018-)
Lors de la saison 2018-2019, les Louves accèdent à la Ligue A, marquant ainsi le retour au sein de cette compétition et au niveau professionnel, seize ans après l’avoir quitté,,.

## Résultats sportifs

### Palmarès
Le palmarès du VCMB compte deux titres de championnes de France de deuxième division nationale et un titre du championnat de Nationale 2.
| Compétitions nationales |
| --- |
| Compétitions actuelles - Championnat d'Élite féminine (2) - Champion : 2000 et 2018 - Championnat de Nationale 2 - Champion : 2009 |

### Bilan sportif
À l'issue de la saison 2023-2024, le VCMB totalise 8 participations au championnat de France féminin de première volley-ball, connu depuis 2002 sous le sponsor-titre de Saforelle Power 6, et 10 participations au championnat de deuxième division nationale.

## Image et identité

### Couleurs et maillots
Les Louves portent un maillot à prédominante bleu à domicile et à prédominante blanc à l'extérieur.
Pour la saison 2019-2020, des ronds dorés sur le maillot bleu et bleu sur le maillot blanc apparaissent. Un maillot spécial, inspiré du Comics Superwoman et reprenant ses codes couleurs, est porté par la libéro de l’équipe.
L’année suivante, ces ronds dorés deviennent des étoiles, en référence aux ambitions européennes du club. Il se dote également d’une bande bleu-blanc-rouge qui a plusieurs significations : un soutien aux Jeux olympiques d'été de 2024, faire grandir le volley-ball français et une référence aux joueuses françaises de l’effectif. Les inscriptions bleues marines du maillot extérieur deviennent dorées dans la volonté d’afficher un côté « prenium ». Le troisième maillot, grandement inspiré de la série Un gars/Une fille, se pare de rose et de bleu dans une stratégie de communication autour de la lutte contre les inégalités hommes/femmes.

### Logos
|  |

## Personnalités du club

### Présidents
Anne-Marie Picard, fille d’Adèle et Casimir Mochnacki, les deux fondateurs du club, en prend la présidence en 1980. Jacques D’Halluin lui succèdera.  
En octobre 2001, Jean-René Lecerf devient président. Le club joue ainsi en Pro A mais cette compétition, exigeante financièrement, met en péril la structure marcquoise. L’équipe professionnelle est rétrogradée en Nationale 2 et le dépôt de bilan est constaté. Le club risque de disparaître.  Le nouveau président - avec la famille Picard, l'entraîneur Nicolas Dufaye, Jacques D'Halluin et Bernard Jean-Baptiste - met un règlement judiciaire dont le club sort le 15 mai 2002, après avoir remboursé toutes ses dettes. Après douze ans à la tête du club, Jean-René Lecerf cède sa place à Vincent Joly, PDG d’une agence de mannequins.
Dès son arrivée en juin 2013, Vincent Joly structure le club à la manière d’une PME. Sous sa présidence, le club regagne la Ligue A en 2018, et se qualifie régulièrement pour les play-off.
| Rang | Nom               | Période   |
| ---- | ----------------- | --------- |
| 1    | Anne-Marie Picard | 1980-     |
| 2    | Jacques D’Halluin |           |
| 3    | Jean-René Lecerf  | 2001-2013 |
| 4    | Vincent Joly      | 2013-     |

### Entraîneurs
Le Français Nicolas Dufaye est l’entraîneur des Louves lors du passage professionnel du club. En 2003, il est remplacé par la joueuse-entraîneuse ukrainienne Irina Gorbatiuk. Trois ans plus tard, Nicolas Dufaye reprend les rênes de l’équipe pour trois saisons. Anne Tembremande le supplée en 2009 et reste à la tête de l’équipe jusqu’en 2014. Radoslav Arsov, Franco-Bulgare bien connu dans le milieu du volley-ball lui succède pour deux ans.
En 2016, Thibaut Gosselin est nommé entraîneur. Vainqueur du championnat de Nationale 1 en 2018, il permet aux joueuses de Marcq-en-Baroeul d'accéder en Ligue A pour la deuxième fois de leur histoire. Dès la première année à ce niveau, il propulse l'équipe à une 7e place de saison régulière et atteint les demi-finales de play-off.
| Rang | Nom              | Période   |
| ---- | ---------------- | --------- |
| 1    | Nicolas Dufaye   | ?-2003    |
| 2    | Irina Gorbatiuk  | 2003-2006 |
| 3    | Nicolas Dufaye   | 2006-2009 |
| 4    | Anne Tembremande | 2009-2014 |
| 5    | Radoslav Arsov   | 2014-2016 |
| 6    | Thibaut Gosselin | 2016-     |

### Effectif professionnel actuel
| No                                         | Nom                                        | Date de naissance                          | Taille                         | Poids                          | Poste                          |
| ------------------------------------------ | ------------------------------------------ | ------------------------------------------ | ------------------------------ | ------------------------------ | ------------------------------ |
| 1                                          | Ema Kneiflová                              | 22 juin 2002                               | 191                            | N/C                            | Centrale                       |
| 2                                          | Mathilde Benoît                            | 8 février 2004                             | 170                            | N/C                            | Libero                         |
| 4                                          | Katarina Pavičić                           | 17 mai 1999                                | 180                            | 63                             | Réceptionneuse-attaquante      |
| 8                                          | Channon Thompson                           | 29 mars 1994                               | 185                            | 75                             | Réceptionneuse-attaquante      |
| 10                                         | Zoila La Rosa (en)                         | 31 mai 1990                                | 176                            | 57                             | Passeuse                       |
| 11                                         | Lisa Arbos                                 | 22 novembre 1996                           | 180                            | 71                             | Réceptionneuse-attaquante      |
| 14                                         | Clémence Garcia                            | 20 janvier 1997                            | 186                            | 70                             | Centrale                       |
| 15                                         | Alba Sánchez                               | 9 septembre 1991                           | 178                            | 70                             | Libero                         |
| 17                                         | Alexandra Dascalu                          | 17 avril 1991                              | 184                            | 71                             | Attaquante                     |
| 19                                         | Camille Thilliez                           | 27 juillet 2006                            | 177                            | 65                             | Passeuse                       |
| 26                                         | Uliana Kotar (uk)                          | 26 octobre 2000                            | 188                            | 78                             | Centrale                       |
|                                            |                                            |                                            |                                |                                |                                |
| Encadrement technique                      | Encadrement technique                      |                                            | Légende                        | Légende                        | Légende                        |
| Entraîneur : Thibaut Gosselin              | Entraîneur : Thibaut Gosselin              | Entraîneur : Thibaut Gosselin              | : Capitaine                    | : Capitaine                    | : Capitaine                    |
| Entraîneur(s) adjoint(s) : Steven Platteau | Entraîneur(s) adjoint(s) : Steven Platteau | Entraîneur(s) adjoint(s) : Steven Platteau | : Joueuse blessée actuellement | : Joueuse blessée actuellement | : Joueuse blessée actuellement |

## Structures du club

### Salle
Le VCMB évolue dès sa création dans la salle Saint-Exupéry.

### Centre d'entraînement et de formation
Le club bénéficie de deux salles d'entraînement : la salle Saint-Exupéry et la salle Delcenserie, aussi située à Marcq-en-Baroeul.
Le centre de formation voit le jour en 2021. Il accueille des joueuses européennes de 16 à 23 ans qui bénéficient d’un suivi scolaire, médical et sportif.

### Boutique officielle
Le VCMB possède une boutique éphémère, les jours de match, dans l’enceinte de la salle Saint-Exupéry.

## Aspects juridiques et économiques

### Aspects juridiques

#### Statut juridique et légal
L’équipe professionnelle est gérée par l’association déclarée Volley Club de Marcq-en-Baroeul.
En 2022, la taille de la structure est une petite ou moyenne entreprise.

### Aspects économiques

#### Budget prévisionnel
Grâce aux bons résultats sportifs de l'équipe première et aux divers partenariats conclus avec des entreprises privées (Aushopping, Bouygues, Perfect Group) et du soutien des institutions locales (municipalité, métropole, département, région), le budget prévisionnel du club a connu plusieurs hausses au fil des saisons en Ligue A et des qualifications régulières aux play-offs. Lors des saison 2023-2024 et 2024-2025, ceci atteint le montant de 1 100 000€,.

#### Équipementiers
L'équipementier italien Erreà apparaît sur les maillots depuis (au moins) 2014.

#### Sponsors
Durant de nombreuses années, les sponsors principaux et majeurs sont des institutions publiques comme la Ville de Marcq-en-Baroeul, la Métropole Européenne de Lille (MEL), le Département du Nord et la Région Hauts-de-France. Avec l'arrivée à la présidence de Vincent Joly, le club a su trouver de nouveaux sponsors.
En 2013, Appart’City s’installe sur les maillots marcquois. Le Département du Nord prend sa place pour la saison 2018-2019 et la cède la saison suivante à la Région Hauts-de-France.
En 2020, le centre commercial Aushopping apparaît pour la première sur les tuniques des joueuses marcquoises. Il devient le plus gros partenariat privé du club et permet même de le « sauver » d'une grande difficulté financière en 2022.

## Soutien et image

### Supporters
Le groupe de supporters des Ultras Louves, créé par des « mecs de Charleville-Mézières » est le plus important. Un autre, les Monkeys Boys, anime également les rencontres à domicile du VCMB.  
L’animation officielle des tribunes est assurée depuis 2020 par Maxime Leclercq. La salle est réputée pour son atmosphère chaude et oppressante.

### Relations avec les médias
Le pôle médias du club comprend une page sur plusieurs réseaux sociaux (Instagram, Facebook, X).
Le VCMB est suivi par la presse régionale, notamment par La Voix du Nord et son avatar hebdomadaire, La Voix des Sports.
Dans les médias nationaux, le VCMB bénéficie d’une faible couverture.

## Autres équipes

### Équipe réserve
L’équipe réserve du VCMB sert de tremplin vers le groupe professionnel pour les jeunes du centre de formation. Son terrain habituel à domicile est celui de la salle Saint-Exupéry. Pour la saison 2024-2025, elle évolue en National 2 qui correspond au troisième niveau dans la hiérarchie du volley-ball féminin en France.

### Équipes de jeunes
Le VCMB possède cinq formations de jeunes, de l’école de volley. Les équipes, féminines comme masculines (du M13 au M18), évoluent au sein d’un « club formateur » labellisé en 2009.

### Section masculine
Le club possède une équipe masculine évoluant pour la saison 2024-2025 en Pré-Nationale. Cependant, le VCMB axe son développement autour de l’équipe féminine professionnelle et n'entend pas concurrencer l’autre club de volley-ball (masculin) professionnel de la métropole, le Tourcoing-Lille Métropole.